# Malaxis casillasii
Malaxis casillasii är en orkidéart som beskrevs av Roberto González Tamayo. Malaxis casillasii ingår i släktet knottblomstersläktet, och familjen orkidéer. Inga underarter finns listade i Catalogue of Life.